# Cmentarz żydowski w Szczytach-Dzięciołowie
Cmentarz żydowski w Szczytach-Dzięciołowie – kirkut społeczności żydowskiej zamieszkującej niegdyś Szczyty-Dzięciołowo. Został zniszczony podczas II wojny światowej i obecnie na jego terenie brak nagrobków.